# 孟加拉国色情作品
孟加拉国色情製品自2012年通过《色情管制法》以来，观看，制作，散布或拥有色情制品均属违法行为。

## 出版物类型

### 印刷品
一些色情小说有时包含插图，这些书被公众称为“Choti”，通常在路边的小书店出售。

### 网络色情
2009年，一份报告发现儿童色情制品的数量有所增加。2013年的一项研究发现，每月在孟加拉国达卡的网吧下载的色情作品价值超过3000万塔卡。该报告还发现，色情制品观众中77％尚未成年。
2015年，孟加拉国高等法院要求政府禁止社交媒体中的色情内容。2016年，孟加拉国政府部长塔拉纳·哈利姆宣布了封锁孟加拉国色情网站的计划。从2018年11月到2019年2月，孟加拉国第11届议会政府的电信部长穆斯塔法·查伯尔，屏蔽了孟加拉国近20,000个色情网站。

## 法律规定
2012年通过的《色情管制法》将色情产业定为犯罪。拥有、传播、制造与使用色情材料均属非法。根据现行法律，对这些行为的最高处罚为10年监禁和/或50万塔卡罚款。

## 社会文化态度
将色情产业定为犯罪，引起了对言论自由和隐私权问题的讨论。孟加拉国总理的新闻秘书阿布·卡拉姆·阿扎德称：“色情内容像孟加拉国的疾病一样传播。”色情产业的价值遭到否认，甚至被指控为“扭曲兒童的心態”。